# Oshiete! Galko-chan
Oshiete! Galko-chan (おしえて！ギャル子ちゃん?  lit. Cuéntame, Galko-chan), conocida en español como ¡Cuéntame, Galko-chan!, es un manga escrito e ilustrado por Kenya Suzuki. Se ha publicado desde 2014 hasta 2021 en la plataforma de webcómic ComicWalker de Kadokawa y ha sido recopilada en cinco volúmenes. En 2016 se estrenó una adaptación al anime en una temporada de doce episodios. En países de habla hispana, ha sido licenciada por Fandogamia Editorial en España hasta el cuarto tomo.
La obra dejó de publicarse en diciembre de 2021, después de que Suzuki fuese detenido por importación de pornografía infantil. Kadokawa ordenó suspender la edición de la serie en Japón, y Fandogamia decidió retirarla de su catálogo a todos los efectos al poco de confirmarse la noticia.

## Personajes
Galko (ギャル子 Gyaruko)
 Seiyū: Azumi Waki
Otako (オタ子)
 Seiyū: Miyu Tomita
Ojō (お嬢 Ojou)
 Seiyū: Minami Takahashi
Charao (チャラ男)
 Seiyū: Takahiro Sakurai
Otao (オタ男)
 Seiyū: Yoshitsugu Matsuoka
Supoo (スポ男)
 Seiyū: Daisuke Ono
Abesen (アベセン)
 Seiyū: Yūichi Nakamura (actor nacido en 1980) (anime) y Yuichi Nakamura (juego)
Okako (オカ子)
 Seiyū: Yuko Iida
Nikuko
 Seiyū: Juri Kimura
Iinchou (委員長)
 Seiyū: Ayaka Suwa
Bomuo (ボム男)
 Seiyū: Makoto Furukawa
Ōji (王子 Ouji)
 Seiyū: Yuna Yoshino
Narrador (ナレーション)
 Seiyū: Mamiko Noto
Hermana de Galko
 Seiyū: Yōko Hikasa (anime) y Yoko Hikasa (juego)

## Contenido de la obra

### Manga
Kenya Suzuki originalmente comenzó publicando la serie en Twitter, pero fue movida a sitio web de Kadokawa ComicWalker el 27 de junio de 2014. Para noviembre de 2015, el manga había sido visto más de un millón de veces.

#### Volúmenes
| Núm. | Fecha de publicación    | ISBN               |
| ---- | ----------------------- | ------------------ |
| 1    | 22 de noviembre de 2014 | ISBN 9784040671857 |
| 2    | 19 de junio de 2015     | ISBN 9784040676845 |
| 3    | 22 de febrero de 2016   | ISBN 9784040679129 |

### Anime
Un anime es escrito y dirigido por Keiichiro Kawaguchi y animado por el estudio de animación Feel. Kenji Fujisaki provee el diseño de los personajes de la serie. El opening es interpretado por las seiyū de las tres personajes principales.
La serie se estrenó el 8 de enero de 2016 como parte del Ultra Super Anime Time en Tokyo MX, BS11, y AT-X.

#### Lista de episodios
| Núm. | Título | Fecha de emisión      |
| ---- | --- | --------------------- |
| 1    | "¿Es Verdad que Eres un Gyaru?" "Gyaru na Onna no Ko tte Hontō Desu ka?" (ギャルな女の子って本当ですか？)                                    | 8 de enero de 2016    |
| 2    | "¿Es Verdad que Eres una Chica Rica?" "Ojō-sama tte Hontō Desu ka?" (お嬢様って本当ですか？)                                                 | 15 de enero de 2016   |
| 3    | "¿Es Verdad que Eres una Chica Otaku?" "Otaku na Onna no Ko tte Hontō Desu ka?" (オタクな女の子って本当ですか？)                             | 22 de enero de 2016   |
| 4    | "¿Es Verdad que No Puedes Evitar Gemir?" "Koe ga Dechau tte Hontō Desu ka?" (声が出ちゃうって本当ですか？)                                   | 29 de enero de 2016   |
| 5    | "¿Es Verdad que Eres una Hermana Mayor?" "Onee-chan tte Hontō Desu ka?" (おねーちゃんって本当ですか？)                                       | 5 de febrero de 2016  |
| 6    | "¿Es Verdad que la Ropa Interior es Vergonzosa?" "Shitagi wa Hazui tte Hontō Desu ka?" (下着はハズいって本当ですか？)                        | 12 de febrero de 2016 |
| 7    | "¿Es Verdad Acerca del Chico en la Piscina?" "Pūru to Shōnen tte Hontō Desu ka?" (プールと少年って本当ですか？)                              | 19 de febrero de 2016 |
| 8    | "¿Es Verdad que Tienes un Horrible Peinado al Despertarte?" "Hidoi Neguse tte Hontō Desu ka?" (ヒドい寝ぐせって本当ですか？)                 | 26 de febrero de 2016 |
| 9    | "¿Es Verdad que Le Tienes Miedo a los Huecos?" "Ana ga Kowai tte Hontō Desu ka?" (穴がコワいって本当ですか？)                                | 4 de marzo de 2016    |
| 10   | "¿Es Verdad que Viniste a la Escuela Después de Estar Afuera Toda la Noche?" "Asagaeri Tōkō tte Hontō Desu ka?" (朝帰り登校って本当ですか？) | 11 de marzo de 2016   |
| 11   | "¿Es Verdad que los Traseros son Cultura?" "O shiri wa bunmei tte Hontō Desu ka?" (お尻は文明って本当ですか？)                               | 18 de marzo de 2016   |
| 12   | "¿Es Verdad que Ustedes son Amigas para Siempre?" "Isshō no Tomodachi tte Hontō Desu ka?" (一生の友達って本当ですか？)                       | 25 de marzo de 2016   |